# Diocèse de Willemstad
Le diocèse de Willemstad (en latin : dioecesis Gulielmopolitana ; en néerlandais : Bisdom Willemstad) est une Église particulière de l'Église catholique dans la Caraïbe néerlandaise. L'évêque a son siège à la cathédrale Notre-Dame-Reine-du-Très-Saint-Rosaire (en) de Willemstad à Curaçao.
Suffragant de l'archidiocèse métropolitain de Port-d'Espagne, il est membre de la Conférence épiscopale des Antilles.

## Territoire
Le diocèse couvre Aruba, Curaçao, Saint-Martin et les Pays-Bas caribéens (Bonaire, Saint-Eustache et Saba).

## Histoire
En 1752 est érigée la préfecture apostolique de Curaçao. Le 20 septembre 1842, elle est élevée au rang de vicariat apostolique de Curaçao. Le 28 avril 1958 est érigé le diocèse de Willemstad.

## Ordinaires

### Vicaires apostoliques de Curaçao
- 1869-1886 : Petrus Hendricus Josephus van Ewyk, OP
- 1886-1887 : Ceslaus H. J. Heynen
- 1888-1896 : Alphonsus M. H. Joosten
- 1897-1910 : Ambrosius Jacobus J. van Baars, OP
- 1910-1930 : Michael Antonio Maria Vuylsteke, OP
- 1931-1948 : Pietro Giovanni Umberto Verriet, OP
- 1948-1956 : Antonio Ludovico Van der Veen Zeppenfeldt, OP
- 1956-1985 : Joannes Maria Michael Holterman, OP

### Évêques de Willemstad
- 1958-1973 : Joannes Maria Michael Holterman, OP
- 1973-2001 : Wilhelm Michel Ellis
- 2001-2025 : Luis Antonio Secco, SDB
  - depuis 2025 : Charles Jason Gordon, administrateur apostolique